# هربرت فون بوس
هربرت فون بوس (بالألمانية: Herbert von Bose)‏ هو سياسي ألماني، ولد في 16 مارس 1893 في ستراسبورغ في فرنسا، وتوفي في 30 يونيو 1934 في برلين في ألمانيا.